# Baden Cooke
Baden Cooke (ur. 12 października 1978 w Benalla) – australijski kolarz szosowy, a wcześniej torowy, zawodnik profesjonalnej grupy Orica-GreenEDGE. Jako kolarz zawodowy występował od 2000 do 2013.
Reprezentował Australię na imprezach mistrzowskich, m.in. mistrzostwach świata i igrzyskach olimpijskich w Atenach (2004). Największym sukcesem w jego karierze jest wygrany etap i klasyfikacja punktowa Tour de France 2003. W Tour de Pologne 2005 wygrał 1. etap i został pierwszym liderem, ale utracił prowadzenie już po 2. etapie na rzecz Paoliniego. Specjalizował się w sprinterskich finiszach z peletonu.
W 2013 ogłosił zakończenie kariery sportowej. 

## Najważniejsze zwycięstwa i sukcesy

### tor
- 1996
  -  1. miejsce w mistrzostwach Australii do lat 19 (wyścig punktowy)
- 2000
  -  1. miejsce w mistrzostwach Australii (madison)

### szosa
- 2000
  - 1. miejsce na 2., 5. i 9. etapie Herald Sun Tour
- 2001
  - 1. miejsce na 6. i 10. etapie Tour de l’Avenir
- 2002
  - 1. miejsce w Herald Sun Tour
    - 1. miejsce na 2. i 4. etapie

  - 1. miejsce w Paris–Corrèze
    - 1. miejsce na 1. etapie

  - 1. miejsce w Dwars door Vlaanderen
  - 3. miejsce w GP Ouest-France
- 2003
  - 1. miejsce w Kampioenschap van Vlaanderen
  - 1. miejsce w GP de Fourmies
  - 1. miejsce na 1. i 4. etapie Tour Down Under
  - 1. miejsce na 2. etapie Tour de France
    -  1. miejsce w klasyfikacji punktowej

  - 1. miejsce na 9. etapie Tour de Suisse
  - 1. miejsce na 3. etapie Tour Méditerranéen
- 2004
  - 1. miejsce w Bay Classic Series
  - 1. miejsce w Grand Prix d'Ouverture La Marseillaise
  - 1. miejsce na 2., 3. i 5. etapie Herald Sun Tour
  - 1. miejsce na 1. i 3. etapie Tour Méditerranéen
  - 1. miejsce na 2. etapie Driedaagse van De Panne-Koksijde
  - 3. miejsce w Tour Down Under
    - 1. miejsce na 6. etapie
- 2005
  - 1. miejsce na 4. i 5. etapie Herald Sun Tour
  - 1. miejsce na 1. etapie Tour de Pologne
- 2006
  - 1. miejsce w Grand Prix d'Ouverture La Marseillaise
  - 1. miejsce na 1. etapie Wyścigu Pokoju
  - 1. miejsce na 5. etapie Tour de Wallonie
  - 1. miejsce w Halle–Ingooigem
- 2007
  - 1. miejsce w Kampioenschap van Vlaanderen
  - 1. miejsce na 3. etapie Tour Down Under
  - 1. miejsce na 2. etapie Étoile de Bessèges
- 2008
  - 1. miejsce na 3. etapie Herald Sun Tour
- 2009
  - 1. miejsce na 4. etapie Herald Sun Tour
- 2010
  - 1. miejsce na 4. etapie Bay Classic Series
- 2011
  - 2. miejsce w Paris–Bourges